# Генріх Оппенгеймер
Генріх Оппенгаймер (1870-1933) — німецький соціолог і дослідник права, доктор медицини, доктор права і доктор літератури. Ступінь доктора літератури здобув у Лондоні, де опублікував працю «Обґрунтування покарання» («The rationale of punishment»).

## Праці
- Oppenheimer H. The rationale of punishment / Heinrich Oppenheimer. — London: University of London Press, 1913. — 327 p.: http://openlibrary.org/books/OL24189061M/The_rationale_of_punishment (англ.)